# Richard Dumas (basket-ball)
Pour les articles homonymes, voir Richard Dumas.
Richard Wayne Dumas, né le 19 mai 1969 à Tulsa en Oklahoma, est un joueur américain de basket-ball.
Sa carrière au sein de la NBA fut écourtée à cause de son addiction aux drogues dures. Dumas mesure 2,01 mètres et évoluait au poste d'ailier.

## Biographie
Richard Dumas est le fils de Rich Dumas, un ancien basketteur ayant joué pour les Mavericks de Houston au sein de l’ABA. Richard Dumas fait sa carrière universitaire avec les Oklahoma State Cowboys, il est sélectionné au 46e rang de la draft 1991 par les Suns de Phoenix. Il est ensuite suspendu pour violation de la politique d'usage de drogue de la NBA.
Lors de la saison 1991-1992, Dumas joue en Israël, à Hapoël Holon.
Les 19 premiers matchs de sa saison de rookie en 1992-1993, il marque 15,8 points de moyenne et prend 4,6 rebonds. Les Suns réalisent leur meilleur bilan en saison régulière avec 62 victoires et une participation aux finales NBA .
Dumas est suspendu durant toute la saison suivante par la NBA pour de nombreuses violations à la politique sur l'usage de drogue, il revient en NBA en 1995 aux Suns de Phoenix. Il marque 5,5 points de moyenne en 15 rencontres lors de sa dernière saison avec l'équipe. Dumas rejoint les 76ers de Philadelphie sous les ordres de l'entraîneur John Lucas. Avec les 76ers, il marque 6,2 points de moyenne en 39 matchs.
Il poursuit sa carrière à l'étranger, à Gymnastikos S. Larissas en Grèce, ainsi qu'à Westchester dans l'équipe du Wildfire en United States Basketball League.
Dumas met un terme à sa carrière en 2003.